# Gottfried Thiele
Gottfried Thiele (ur. 23 listopada 1936, zm. 9 lutego 2006 w Radebeul) – był regionalnym historykiem Saksonii i lokalnym politykiem tego landu. Zajmował się także pisaniem książek. Szczyt sławy przeżył podczas występów w programie telewizyjnym Fernsehen der DDR w latach osiemdziesiątych XX wieku.
Gottfried Thiele był synem duchownego. Od 1962 mieszkał w Radebeul. Żył skromnie, działał w wielu instytucjach i organizacjach pożytku publicznego. Zajmował się polityką lokalną, był szefem oddziału organizacji "Weißer Ring" w mieście Radebeul
Gottfried Thiele opublikował wiele książek na tematy historii regionalnej Saksonii.